# Colonna sonora di The Legend of Zelda - Ocarina of Time
The Legend of Zelda: Original Sound Track è il titolo dell'edizione completa della colonna sonora del videogioco per Nintendo 64 The Legend of Zelda: Ocarina of Time, composta da Kōji Kondō nel 1998, ultima della serie di The Legend of Zelda su cui ha lavorato interamente da solo. Quest'edizione è stata pubblicata il 18 dicembre 1998 in Giappone dall'etichetta Pony Canyon.

## Edizione Pony Canyon
Sono presenti 82 tracce in totale. Si tratta dell'edizione più completa della colonna sonora di Ocarina of Time messa in commercio.
Il brano Fire Temple consiste solo nella primissima parte della canzone. Nintendo si era infatti accorta che nella versione ascoltabile nel gioco era presente un campionamento di un canto di preghiera islamico. Questo elemento era contrario alle politiche interne dell'azienda, che non consentiva l'inserimento di riferimenti religiosi nei suoi videogiochi. L'edizione tedesca della colonna sonora e quella uscita in concomitanza al remake del gioco, contengono invece una nuova versione del brano, inserita in tutte le riedizioni di Ocarina of Time, in cui il coro islamico viene sostituito da un coro sintetico che canta senza parole.

### Elenco dei brani
1. Title Theme – 1:20
2. Enter Ganondorf – 0:13
3. Deku Tree – 0:36
4. Fairy Flying – 0:23
5. House – 0:36
6. Kokiri Forest – 1:01
7. Open Treasure Box – 0:10
8. Item Catch – 0:04
9. Small Item Catch – 0:05
10. Shop – 1:08
11. Battle – 1:07
12. Inside the Deku Tree – 1:27
13. Boss Battle – 1:19
14. Boss Clear – 0:13
15. Heart Container Get – 0:05
16. Legend of Hyrule – 1:58
17. Spiritual Stone Get – 0:16
18. Fairy Ocarina Get – 0:11
19. Hyrule Field Main Theme – 4:43
20. Kepora Gebora's Theme – 1:00
21. Market – 0:59
22. Shooting Gallery – 0:39
23. Hyrule Castle Courtyard – 0:53
24. Enter Zelda – 0:06
25. Ocarina "Zelda's Lullaby" – 0:12
26. Zelda's Theme – 0:50
27. Ocarina "Epona's Song" – 0:09
28. LonLon Ranch – 2:08
29. Mini Game – 0:32
30. Kakariko Village – 1:45
31. Ocarina "Sun's Song" – 0:07
32. Hyrule Field Morning Theme – 0:37
33. Goron City – 1:38
34. Ocarina "Saria's Song" – 0:09
35. Lost Woods – 0:39
36. Dodongo's Cavern – 0:46
37. Middle Boss Battle – 1:07
38. Dinosaur Boss Battle – 1:08
39. Zora's Domain – 1:30
40. Great Fairy's Fountain – 0:35
41. Potion Shop – 0:52
42. Inside Jabu-Jabu's Belly – 0:34
43. Ocarina "Song of Time" – 0:12
44. Temple of Time – 1:19
45. Open Door of Temple of Time – 0:15
46. Master Sword – 0:13
47. Ganondorf's Theme – 0:41
48. Chamber of the Sages – 1:43
49. Medal Get Fanfare – 0:14
50. Sheik's Theme – 0:30
51. Horse Race – 0:51
52. Horse Race Goal – 0:05
53. Ingo's Theme – 0:39
54. Escape from LonLon Ranch – 0:09
55. Kakariko Village Orchestra Ver. – 1:44
56. Ocarina "Song of Storms" – 0:07
57. Windmill Hut – 0:52
58. Minuet of Woods – 0:17
59. Forest Temple – 1:52
60. Bolero of Fire – 0:20
61. Fire Temple – 0:43
62. Ice Cavern – 0:45
63. Serenade of Water – 0:19
64. Water Temple – 1:44
65. Nocturne of Shadow – 0:23
66. Prelude of Light – 0:18
67. Shadow Temple – 1:45
68. Gerudo Valley – 1:34
69. Spirit Temple – 2:57
70. Requiem of Spirit – 0:24
71. Kotake & Koume's Theme – 0:52
72. Meet Again Zelda – 0:51
73. Game Over – 0:09
74. Ganon's Castle Bridge – 0:22
75. Ganon's Castle Under Ground – 0:53
76. Inside Ganon's Castle – 3:26
77. Ganondorf's Battle – 1:12
78. Escape from Ganon's Castle – 0:33
79. Last Battle – 2:10
80. Seal of Six Sages – 0:29
81. Ocarina of Time – 0:32
82. End Credits – 7:10

Durata totale: 77:24

## Edizione Nintendo Power
Negli Stati Uniti è stata pubblicata un'altra versione della colonna sonora, pubblicata da Nintendo of America e uscita anche in allegato alla rivista Nintendo Power. Questa versione non contiene tutti i brani presenti nella versione giapponese, ma quelli inclusi durano generalmente di più. Le ultime sei tracce non sono riportate in copertina.

### Elenco dei brani
1. Title Theme – 2:49
2. Deku Tree – 1:20
3. Fairy Flying – 0:46
4. House – 1:11
5. Kokiri Forest – 1:51
6. Shop – 2:12
7. Battle – 2:13
8. Inside the Deku Tree – 2:44
9. Boss Battle – 2:32
10. Hyrule Field Main Theme – 5:26
11. Market – 1:42
12. Hyrule Castle Courtyard – 1:29
13. Ocarina Songs – 1:01
14. Ocarina of Time – 1:41
15. LonLon Ranch – 4:30
16. Kakariko Village – 3:24
17. Lost Woods – 1:15
18. Zora's Domain – 2:51
19. Great Fairy's Fountain – 1:12
20. Temple of Time – 2:39
21. Chamber of the Sages – 2:04
22. Horse Race – 1:37
23. Kakariko Village Orchestra – 3:13
24. Windmill Hut – 1:39
25. Gerudo Valley – 2:52
26. Ganondorf Battle – 2:26
27. Last Battle – 3:10
28. Zelda's Ocarina – 0:33
29. Staff Credits Theme – 7:13
30. Minuet of Forest – 0:17
31. Bolero of Fire – 0:24
32. Serenade of Water – 0:23
33. Nocturne of Shadow – 0:25
34. Prelude of Light – 0:23
35. Requiem of Spirit – 0:25

Durata totale: 71:52

## Edizione Nintendo Collectibles
Negli Stati Uniti è stata pubblicata una seconda versione della colonna sonora, di sole 24 tracce, all'interno della serie "Nintendo Collectibles Merchandise". I brani inclusi sono nelle stesse versioni lunghe presenti nell'edizione Nintendo Power.

### Elenco dei brani
1. Title Theme – 2:49
2. House – 1:11
3. Shop – 2:12
4. Boss Battle – 2:32
5. Hyrule Field Main Theme – 5:26
6. Market – 1:42
7. Hyrule Castle Courtyard – 1:29
8. Ocarina "Zelda's Lullaby" – 0:15
9. Ocarina of Time – 1:41
10. Ocarina "Epona's Song" – 0:13
11. LonLon Ranch – 4:28
12. Ocarina "Sun's Song" – 0:10
13. Ocarina "Saria's Song" – 0:13
14. Zora's Domain – 2:51
15. Ocarina "Song of Time" – 0:15
16. Ocarina "Song of Storms" – 0:12
17. Minuet of Woods – 0:22
18. Bolero of Fire – 0:25
19. Serenade of Water – 0:23
20. Nocturne of Shadow – 0:25
21. Prelude of Light – 0:22
22. Requiem of Spirit – 0:28
23. Ganondorf Battle – 2:26
24. Last Battle – 3:11

Durata totale: 35:41

## Edizione Nintendo of Europe
Nintendo of Europe pubblicò in Germania la colonna sonora di Ocarina of Time in due CD, intitolati "The Original Soundtrack" e "Vol. II: The Lost Tracks". Alla fine del secondo disco sono presenti tre remix in chiave techno dei brani Hyrule Field, Lost Woods e Forest Temple.
In totale ci sono 49 brani estratti dal gioco, meno dell'edizione giapponese, ma di più rispetto a quelle americane. La traccia Finale der Unendlichkeit, è, infatti, una versione parziale della musica dei titoli di coda, inserita in versione completa nel secondo CD con il titolo Finale der Glückseligkeit.
Essendo distribuite su due CD, le tracce sono in versioni più lunghe di quelle contenute nell'edizione Pony Canyon, molte delle quali già inserite nelle edizioni americane. L'edizione tedesca della colonna sonora si differenzia dalle altre per la mancanza di tutte le canzoni che si possono suonare con l'ocarina nel gioco.
Rispetto all'edizione Nintendo Power, mancano, come già detto, tutte le canzoni suonabili con l'ocarina, e i brani Chamber of the Sages e Zelda's Ocarina. Rispetto all'edizione Pony Canyon, oltre a queste, mancano tutti i jingle e altre musiche d'accompagnamento a filmati del gioco.

### The Original Soundtrack
1. Prelude der Zeit – 2:49
2. Kokiri – 1:51
3. Das Lied der Händler – 2:12
4. Din, Nayru & Farore – 1:59
5. Hyrule – 5:17
6. Worte der Weisheit – 2:01
7. Bazar – 1:41
8. Wer wagt, gewinnt! – 1:26
9. Garten der Liebe – 1:29
10. Zeldas Wiegenlied – 1:39
11. Eponas Lied – 4:02
12. Kakariko (Gitarren Version) – 3:22
13. Goronia – 2:40
14. Salias Lied – 1:15
15. Zora – 2:52
16. Feenzauber – 1:10
17. Hexenzauber – 1:37
18. Hymne der Zeit – 2:37
19. Schnell, schneller, Epona! – 1:36
20. Basil – 1:28
21. Kakariko (Orchester Version) – 2:51
22. Hymne des Sturms – 1:37
23. Waldtempel – 3:07
24. Feuertempel – 3:37
25. Wassertempel – 3:03
26. Schattentempel – 2:05
27. Gerudo – 2:51
28. Geistertempel – 3:56
29. Killa Ohmaz – 1:34
30. Finale der Unendlichkeit – 3:37

Durata totale: 73:21

### Vol. II: The Lost Tracks
1. Prelude der Weisheit – 1:18
2. Feenflug – 0:44
3. Baumhaus – 1:07
4. Gefahr im Verzug – 2:12
5. Deku Baum – 2:40
6. Gohma – 2:29
7. Glück & Schicksal – 1:04
8. Mut & Kraft – 2:18
9. Dodongos Höhle – 2:27
10. King Dodongo – 2:11
11. Lord Jabu Jabu – 1:18
12. Ganondorf – 1:12
13. Shiek – 1:02
14. Eishöhle – 1:06
15. Höllengrund – 1:51
16. Ganons Schloß – 3:38
17. Rendezvous Fatal – 2:23
18. Flucht nach vorne – 1:15
19. Kampf der Legenden – 3:08
20. Finale der Glückseligkeit – 6:42
21. Hyrule (Princess "Z" Trigger Mix) – 4:12
22. Salias Lied (Spooky Groovy Remix) – 4:40
23. Waldtempel (X-Dream Trance Version) – 4:57

Durata totale: 55:54

## Edizione 3DS
Una nuova versione della colonna sonora, di 51 tracce, è stata pubblicata da Nintendo nell'estate del 2011, e regalata agli iscritti del Club Nintendo che registrarono l'acquisto del remake del gioco per Nintendo 3DS, The Legend of Zelda: Ocarina of Time 3D, nei primi mesi dopo la pubblicazione. Questa offerta era valida in tutto il mondo e coincise con il 25º anniversario di The Legend of Zelda.
Rispetto alle edizioni originali della colonna sonora, questa include tutte le tracce di quella statunitense Nintendo Power ed altre presenti nelle edizioni originali tedesche e giapponesi (sebbene nessuno dei jingle esclusivi di quella giapponese). Tutti i brani hanno leggere differenze nel missaggio e nella strumentazione, in quanto è stato necessario apportare delle modifiche di compatibilità nella transizione da Nintendo 64 a Nintendo 3DS. L'ultimo brano è un arrangiamento orchestrale di alcune musiche del gioco, realizzato per i titoli di coda del remake.

### Elenco dei brani
1. Title Theme – 1:29
2. Deku Tree – 0:56
3. Fairy Flying – 0:33
4. House – 0:41
5. Kokiri Forest – 1:01
6. Shop – 1:10
7. Battle – 1:13
8. Inside the Deku Tree – 1:46
9. Boss Battle – 1:26
10. Hyrule Field Main Theme – 3:59
11. Kaepora Gaebora's Theme – 1:08
12. Market – 0:56
13. Hyrule Castle Courtyard – 0:38
14. Zelda's Theme – 0:58
15. LonLon Ranch – 4:04
16. Kakariko Village – 1:49
17. Goron City – 1:43
18. Lost Woods – 0:50
19. Middle Boss Battle – 1:15
20. Dinosaur Boss Battle – 1:20
21. Zora's Domain – 1:42
22. Great Fairy's Fountain – 0:55
23. Potion Shop – 1:07
24. Temple of Time – 1:31
25. Master Sword – 0:16
26. Ganondorf's Theme – 0:51
27. Chamber of the Sages – 1:59
28. Sheik's Theme – 0:41
29. Horse Race – 1:33
30. Kakariko Village Orchestral Ver. – 2:07
31. Windmill Hut – 1:09
32. Minuet of Forest – 0:20
33. Forest Temple – 2:02
34. Bolero of Fire – 0:22
35. Fire Temple – 2:05
36. Ice Cavern – 0:53
37. Serenade of Water – 0:20
38. Water Temple – 3:05
39. Nocturne of Shadow – 0:23
40. Prelude of Light – 0:19
41. Shadow Temple – 1:51
42. Gerudo Valley – 1:45
43. Spirit Temple – 3:05
44. Requiem of Spirit – 0:25
45. Kotake & Koume's Theme – 1:08
46. Ganondorf Battle – 1:29
47. Last Battle – 2:03
48. Ocarina of Time – 0:34
49. Ocarina Songs – 0:59
50. End Credits – 7:07
51. End Credits 2 – 2:36

Durata totale: 75:37

## Riarrangiamenti e tributi
Nel 1999 la Nintendo ha realizzato due CD ufficiali con nuovi arrangiamenti di alcuni brani della colonna sonora di Ocarina of Time. Il primo, uscito a gennaio, si intitola The Legend of Zelda: Ocarina of Time - Hyrule Symphony e contiene arrangiamenti orchestrali. Il secondo, pubblicato a dicembre, si chiama The Legend of Zelda: Ocarina of Time - Re-Arranged Album, e comprende dei remix in chiave dance.
Nel 2009 il gruppo di copisti "Zelda Reorchestrated" (ZREO) ha registrato nuovamente l'intera colonna sonora, basandosi sull'edizione Pony Canyon. Ogni traccia del gioco è stata rifatta utilizzando dei campionamenti orchestrali di alta qualità.
Nel 2017 è stato pubblicato dalla Materia Collective un album tributo con dei rifacimenti orchestrali dei brani principali, intitolato Hero of Time. Arrangiamento e orchestrazione sono stati curati da Eric Buchholz, mentre l'orchestra di 64 elementi è stata diretta da Allan Wilson.